# Minnesota Wild
Minnesota Wild és un equip professional d'hoquei sobre gel de la ciutat de Saint Paul (Minnesota, Estats Units). Juga a la National Hockey League a la Divisió Nord-oest de la Conferència Oest.
Fundat l'any 2000 com una franquícia d'expansió, juga al Xcel Energy Center de Saint Paul de 18.000 espectadors. L'equip juga amb jersei vermell i pantalons verds a casa, a fora juga amb jersei blanc i pantalons verds.